# Milovan Ćirić
Milovan Ćirić (né le 12 février 1918 à Belgrade et mort le 14 octobre 1986) était un entraîneur yougoslave de football.

## Biographie
Milovan Ćirić fut un entraîneur et un sélectionneur. Il entraîna des équipes yougoslaves (FK Partizan Belgrade, Étoile rouge Belgrade, Hajduk Split et OFK Belgrade), italiennes (Lazio Rome), turques (Beşiktaş JK) et espagnoles (Valence CF). Il remporta une coupe d'Italie, deux coupes de Yougoslavie et deux fois le championnat yougoslave.
En tant que sélectionneur, il dirigea deux fois la Yougoslavie (accompagné de plusieurs membres), d'Israël et de l'Inde. Avec la Yougoslavie, il participa aux Coupes du monde 1954 et 1974. Avec Israël, il termina troisième de la Coupe d'Asie des nations 1968. 

## Clubs
- 1953–1954 :  FK Partizan Belgrade
- 1954 :  Yougoslavie
- 1954–1957 :  Étoile rouge Belgrade
- 1957–1958 :  Lazio Rome
- 1959–1961 :  Hajduk Split
- 1961–1963 :  OFK Belgrade
- 1963 :  Hajduk Split
- 1965–1968 :  Israël
- 1969–1970 :  Beşiktaş JK
- 1973–1974 :  Yougoslavie
- 1974–1975 :  Valence CF
- 1975–1976 :  Étoile rouge Belgrade
- 1985 :  Inde

## Palmarès
- Coupe de Yougoslavie de football

- - Vainqueur en 1954 et en 1962
  - Finaliste en 1963
- Championnat de Yougoslavie de football
  - Champion en 1956 et en 1957
  - Vice-champion en 1954
- Coupe d'Asie des nations de football
  - Troisième en 1968
- Jeux olympiques
  - Médaille d'argent en 1956